# Gulliver du ký (phim 2010)
Gulliver du ký là một bộ phim hài phiêu lưu giả tưởng của Mỹ năm 2010 do Rob Letterman đạo diễn và đây chính là tác phẩm đầu tay của ông, và được sản xuất bởi John Davis và Gregory Goodman, được viết bởi Joe Stillman và Nicholas Stoller với âm nhạc của Henry Jackman. Phim dựa trên Phần một của cuốn tiểu thuyết cùng tên năm 1726 của Jonathan Swift, mặc dù bộ phim diễn ra vào thời hiện đại. Phim có sự tham gia của Jack Black, Jason Segel, Emily Blunt, Amanda Peet, Billy Connolly, T.J. Miller, Chris O'Dowd, James Corden và Catherine Tate, và được phân phối độc quyền bởi 20th Century Fox.
Bộ phim được phát hành vào ngày 25 tháng 12 năm 2010 tại Mỹ và kiếm được 237,4 triệu đô la với ngân sách 112 triệu đô la. Gulliver du ký được phát hành với định dạng DVD và Blu-ray vào ngày 19 tháng 4 năm 2011, bởi 20th Century Fox Home Entertainment.

## Nội dung
Chán nản sâu sắc tại công việc cuối cùng trong phòng thư của một tờ báo Thành phố New York, Lemuel Gulliver quyết định nói chuyện với nhà báo Darcy Silverman. Anh ta thuyết phục cô rằng anh ta có thể viết một bản báo cáo về thế giới "du hành" rộng lớn (giả) của anh ta nói rằng giấc mơ của anh ta là trở thành một nhà văn. Sau khi chịu đựng nhà văn và nghĩ rằng Darcy sẽ không muốn đi chơi với một "anh chàng từ phòng thư", anh ta đạo văn một báo cáo từ các ấn phẩm khác trên internet. Ngày hôm sau, Darcy, bị ấn tượng bởi bài viết của mình, trao cho Gulliver một nhiệm vụ mới - đi đến Tam giác quỷ Bermuda và viết một bài báo về những huyền thoại về những con tàu biến mất một cách bí ẩn ở đó.
Khi đến Bermuda, Gulliver thuê một chiếc thuyền và đi vào tam giác. Sau khi ngủ thiếp đi trên chiếc thuyền của mình, anh ta bị cuốn vào một cơn bão kỳ dị và chiếc thuyền bị choáng ngợp bởi một thác nước. Anh ta bất tỉnh trên bờ biển Lilliput, nơi anh ta ngay lập tức được xác nhận là "quái thú" bởi những người nhỏ bé trong thị trấn. Sau khi người dân cho rằng anh ta nguy hiểm vì kích thước khổng lồ của mình, anh ta bị bắt và bị giam cầm trong một hang động. Tại đây, anh gặp một tù nhân khác tên Horatio, người bị Tướng Edward bỏ tù vì anh yêu Công chúa Mary của Lilliput, trong khi Edward cũng muốn cô. Sau khi hòn đảo đối diện với Lilliput, Blefuscia, thâm nhập vào các biệt kích để bắt cóc Công chúa Mary, Gulliver tìm cách thoát khỏi cỗ máy cày mà anh ta buộc phải làm việc và sau đó giải cứu công chúa khỏi bị bắt cóc. Gulliver cũng cứu cha cô, Vua Theodore khỏi lửa bằng cách đi tiểu vào đó.
Gulliver được công dân của Lilliput tuyên bố là [[anh hùng] và tạo nên một lời nói dối rằng ông là Chủ tịch Manhattan, nói Yoda là Phó Chủ tịch và là một huyền thoại sống ở quê nhà. Tuy nhiên, Edward trở nên tức giận vì những nơi ở sang trọng đã được xây dựng cho Gulliver và được trao tặng như một [danh dự]] của Quân đội Lilliputian với bộ đồng phục. Người dân thị trấn tìm thấy thuyền của Gulliver và những thứ của anh ta, khi Gulliver nhận được sự tức giận thư thoại từ Darcy, người phải đến chỗ của anh ta và đi đến Bermuda, và cô ta đã phát hiện ra đạo văn của anh ta và bây giờ ghét anh ta. Ngày hôm sau, sự hỗn loạn xảy ra khi Hải quân Blefuscian bao vây thành phố khi Edward đóng cửa hệ thống phòng thủ của mình như một hành động trả thù cho sự đối xử của Gulliver. Gulliver đánh bại armada, bất khả xâm phạm khi súng thần công bị bắn vào anh ta (mặc dù anh ta nhận được rất nhiều cú đấm vào bụng). Xấu hổ thêm một lần nữa và với Mary không còn muốn làm gì với anh ta nữa, Edward khiếm khuyết với Blefuscians và mang theo bản thiết kế của một con robot mà anh ta đã tạo ra từ một trang mà anh ta nhìn thấy từ Gulliver  Guitar Hero III  hướng dẫn trò chơi. Blefuscians bí mật chế tạo robot, với Edward là phi công.
Blefuscian xâm chiếm Liliput và Edward cầm robot khiến Gulliver phải thừa nhận với mọi người rằng anh ta "chỉ là chàng trai từ phòng thư" và không còn gì nữa. Edward trục xuất Gulliver đến bờ biển "hòn đảo nơi chúng ta không dám đến" (Brobdingnag). Ở đó, anh ta bị một cô gái "nhỏ" (Glumdalclitch) tóm lấy anh ta. Cô dễ dàng bắt anh ta bằng cách nhốt anh ta vào trong cốc thủy tinh. Khi Gulliver thức dậy, anh thấy mình trong một chiếc váy màu hồng và được chơi cùng với cô gái "nhỏ", kết thúc bằng việc anh bị nhét trên giường. Horatio, người đã đi tìm Gulliver sau khi bị Mary từ chối, tiết lộ với Gulliver rằng Darcy bị Blefuscian cầm tù sau khi cô bị lạc trong Tam giác quỷ Bermuda giống như Gulliver. Gulliver thoát chết trong gang tấc với anh ta, bằng cách sử dụng dù mà anh ta lấy từ bộ xương của người chết U.S. Phi công phi công (có lẽ từ Chuyến bay 19) đang ngồi trong nhà búp bê.
Một lần nữa chấp nhận một cuộc đấu tay đôi từ Edward, lần này không chỉ vì sự tự do của Lilliput mà còn vì số phận của nó - vì Edward đe dọa sẽ phá hủy nó nên Gulliver thất bại - Gulliver cuối cùng đánh bại anh ta với sự trợ giúp của Horatio, người vô hiệu hóa vũ khí điện của máy. Horatio được ca ngợi là anh hùng và được vua Theodore cho phép ra tòa công chúa. Edward, đến mức điên loạn, đe dọa sẽ giết công chúa, nhưng công chúa, cuối cùng cũng có đủ Edward, đánh bại kẻ phản bội trong sự thất vọng. Gulliver sau đó giúp tạo hòa bình giữa các quốc đảo đối thủ bằng cách đọc thuộc Edwin Starr War "và anh ta, cùng với Darcy, trở về Thành phố New York trên thuyền sửa chữa của họ. Bộ phim kết thúc với Gulliver, hiện là một nhà văn du lịch hợp pháp, đưa Darcy đi ăn trưa trong khi nắm tay nhau, sau khi trở về từ một nhiệm vụ du lịch khác.

## Diễn viên
- Jack Black với tư cách là Lemuel Gulliver, một người đàn ông nhẹ dạ và tò mò, làm việc trong phòng thư
- Jason Segel trong vai Horatio, một tù nhân bị Tướng Edward Edwardian bỏ tù
- Emily Blunt trong vai Công chúa Mary, con gái của Vua Theodore
- Chris O'Dowd với tư cách là Tướng Edward Edwardian, chỉ huy của quân đội Lilliputian
- Billy Connolly với tư cách là Vua Theodore, vua của Lilliput
- Amanda Peet trong vai Darcy Silverman, một nhà văn du lịch và đồng nghiệp của Gulliver
- Catherine Tate trong vai Nữ hoàng Isabelle, nữ hoàng của Lilliput
- James Corden với tư cách là Jinks, thư ký của King Theodore
- T J. Miller trong vai Dan, đồng nghiệp mới của Gulliver

## Sản xuất
Trong một cuộc phỏng vấn vào tháng 1 năm 2010 trên  The Late Late Show with Craig Ferguson , Segel giải thích nhân vật của anh dành phần lớn bộ phim trong túi áo sơ mi của Black. Bộ phim có hỗ trợ âm thanh vòm 7.1 trong các rạp được chọn. Tên của quốc gia đối thủ của Liliput, Blefuscu, cũng được đổi thành Blefuscia. Quay phim cung điện hoàng gia Lilliput là tại Cung điện Blenheim. Đồ nội thất và phụ kiện cho búp bê tỷ lệ 1:12 thu nhỏ từ công ty Derbyshire Cửa hàng búp bê được sử dụng để mang lại cho bộ phim sống động mà không cần hiệu ứng đặc biệt. Jonathan Swift, tác giả ban đầu của cuốn tiểu thuyết mà bộ phim dựa trên, không được đề cập trong các khoản tín dụng, mặc dù các tiêu đề đề cập rằng bộ phim không phải là một tác phẩm gốc.

## Đón nhận

### Phản hồi quan trọng
Trên trang web tổng hợp đánh giá Rotten Tomatoes, bộ phim có tỷ lệ phê duyệt 20% dựa trên 118 đánh giá, với tỷ lệ trung bình là 3,9 / 10. Sự đồng thuận quan trọng của trang này viết: "Mặc dù Jack Black đã trở lại làm những gì anh ta làm tốt nhất,  Gulliver's Travels  phần lớn không thực hiện bất kỳ công lý nào đối với tài liệu nguồn của nó, thay vào đó dựa vào sự hài hước vị thành niên và hiệu ứng đặc biệt."  Trên Metacritic, bộ phim có số điểm 33 trên 100 dựa trên đánh giá từ 32 nhà phê bình, cho biết "đánh giá chung không thuận lợi". Khán giả được bình chọn bởi CinemaScore loại "B-" theo thang điểm A + đến F.
 Phóng viên Hollywood  nhận xét rằng "mọi cảm giác vui vẻ sẽ dần cạn kiệt khi bộ phim khăng khăng làm nổi bật các hiệu ứng qua nhân vật và câu chuyện"  while  Hết giờ  đã cho nó 2 trên 5 sao, nhận xét rằng bộ phim "xoay quanh sự hài hước rất nhẹ nhàng và đơn giản không hài hước. "  The Science Science Monitor  đã gọi nó là "một bộ phim về sự vô cảm kỳ lạ như vậy" rằng nó "khủng khiếp"  và  San Francisco Chronicle  gọi nó là "dễ thương" nhưng "gây ngủ."   Tạp chí Slant  đã đánh giá bộ phim 1,5 trên 4 sao  và  Empire  đánh giá 2 trên 5 sao gọi đó là "một bộ phim hài cấp thấp sẽ có Jonathan Swift quay lại trong mộ của anh ấy. "
Các nhà phê bình khác đã bớt gay gắt hơn, mặc dù vẫn không ca ngợi bộ phim. Roger Ebert nhận xét rằng việc biết bộ phim dành cho ai, và nó không dành cho ai, có thể giúp người xem đánh giá cao nó. Ông đã trao giải cho bộ phim ba trong số bốn ngôi sao.

### Phòng vé
Gulliver 'Travels' 'đã thu tới 6,3 triệu đô la cho cuối tuần khai trương, hạ cánh ở vị trí thứ 8 tại Mỹ; điều này được xếp hạng là phần mở màn tệ nhất thứ 84 cho một bộ phim có bản phát hành rộng được theo dõi bởi Box Office Mojo. Bộ phim đã thu về 42,8 triệu đô la ở Mỹ và Canada và 194,6 triệu đô la ở các lãnh thổ khác, với tổng số tiền trên toàn thế giới là 237,4 triệu đô la so với ngân sách sản xuất 112 triệu đô la.

### Giải thưởng
Black được đề cử cho Giải Mâm xôi vàng cho Diễn viên tệ nhất, chỉ thua các màn trình diễn của Ashton Kutcher trong  Kẻ giết người  và  Ngày lễ tình nhân .
Black đã nhận được đề cử Kids Choice Award cho diễn viên điện ảnh được yêu thích và thua cuộc biểu diễn của Johnny Depp trong Alice in Wonderland. 